# Obrazárna Společnosti vlasteneckých přátel umění
Obrazárna Společnosti vlasteneckých přátel umění  byla předchůdcem dnešní Národní galerie a tvoří významnou část jejích sbírek. Nevznikla, jako v jiných zemích, ze sbírek panovníka, ale přispěním jednotlivců, zpravidla představitelů české šlechty a měšťanstva.

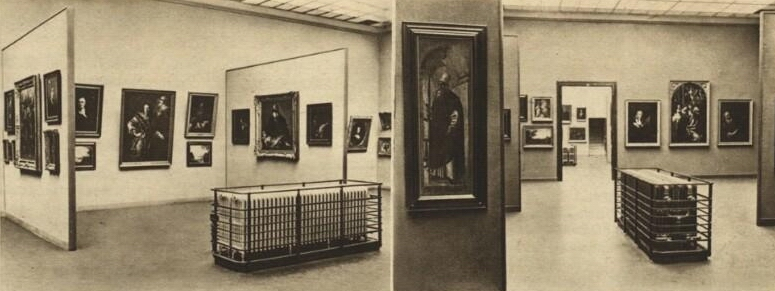
Instalace Obrazárny v Ústřední knihovně hl. m. Prahy, 1937

## Vznik Obrazárny

### Založení Společnosti vlasteneckých přátel umění a vznik Obrazárny
V souladu s myšlenkami osvícenství 18. století se část zemské šlechty pokusila vybudovat veřejně přístupnou obrazovou galerii. Zemská šlechta tak chtěla mezi jiným zabránit rozprodávání uměleckých sbírek v českých zemích, které se dělo už od dob Marie Terezie. Vrcholem těchto snah byl založení soukromé Společnosti vlasteneckých přátel umění (původní německý název zněl Privat Gesellschaft patriotischer Kunst Freunde). Společnost byla založena 5. února 1796.
Obrazárna začala vznikat dva měsíce po založení Společnosti, 12. dubna 1796. Na první výstavě bylo v Černínském paláci na Hradčanech předvedeno 704 maleb. Jádro sbírky obrazů a soch tvořila zápůjčka hraběte Františka Šterberka a jeho rodičů (306 maleb českých barokních mistrů a italského umění) a hraběte Františka Vrtby (152 obrazů). Současně s Obrazárnou byla ustavena "Galerie žijících malířů", která byla její součástí, ale administrativně zaštítěna korporativním fondem, z jehož prostředků se kupovala nebo objednávala díla vybraných autorů.

### Osobnosti Společnosti a Obrazárny
Zakladateli Společnosti vlasteneckých přátel umění bylo osm představitelů šlechtických rodů: hrabě František Antonín Libštejnský z Kolovrat, hrabě František Josef ze Šternberka a Manderscheidu, hrabě Jan Rudolf Černín z Chudenic, František Josef z Vrtby, Antonín Isidor z Lobkovic, Bedřich Jan Nostic-Rieneck, Kristián Kryštof z Clam-Gallasu a Josef Čejka z Olbramovic.
Další členové pocházeli z řad měšťanstva (abbé Tobias Gruber, lékař a přírodovědec MUDr. Jan Mayer, hospodářský rada hraběte Thuna Ignác Veselý), případně se jednalo o známé malíře (Jan Quirin Jahn, Jan Balzer).
Od roku 1919 do roku 1939 byl ředitelem Obrazárny sběratel a teoretik umění Vincenc Kramář.

## Sídla sbírek

### Šlechtické paláce
Prvním sídlem Obrazárny od konce roku 1796 byl Černínský palác, kde hrabě Jan Rudolf Černín poskytl bezplatně tzv. Malou galerii a přilehlé sály. Veřejnosti byly sbírky představovány bezplatně v doprovodu kustoda. V dubnu 1809 musela Obrazárna uvolnit místo vojenskému lazaretu a obrazy byly dočasně uskladněny jinde - v Martinickém paláci na Hradčanech (byl Společností vlastněn v letech 1811-1871), ve Šternberském paláci na Malé Straně.
Společnost plánovala stavbu nové budovy na Klárově, ale posléze využila výhodné nabídky hraběte Leopolda Šternberka a zakoupila jeho hradčanský palác. Po nutných stavebních úpravách byla Obrazárna otevřena roku 1814. Až do roku 1847 zde pronajímala část prvního patra Národnímu muzeu. Po odprodeji Šternberského paláce na Hradčanech sídlila Obrazárna v Portheimově domě ve Spálené ulici a poté v nevyhovujících prostorech Šternberského paláce na Malé Straně. Společnost se proto rozhodla ke stavbě nové budovy v sousedství dnešní Krannerovy kašny podle návrhu architekta Antonína Barvitia (1871), ale nepodařilo se jí získat pozemek za rozumnou cenu. Problém vyřešila až Česká spořitelna, která se při 50. výročí svého založení roku 1873 odhodlala k velkorysému mecenášskému gestu a věnovala půl milionu zlatých na stavbu Rudolfina.

### Rudolfinum

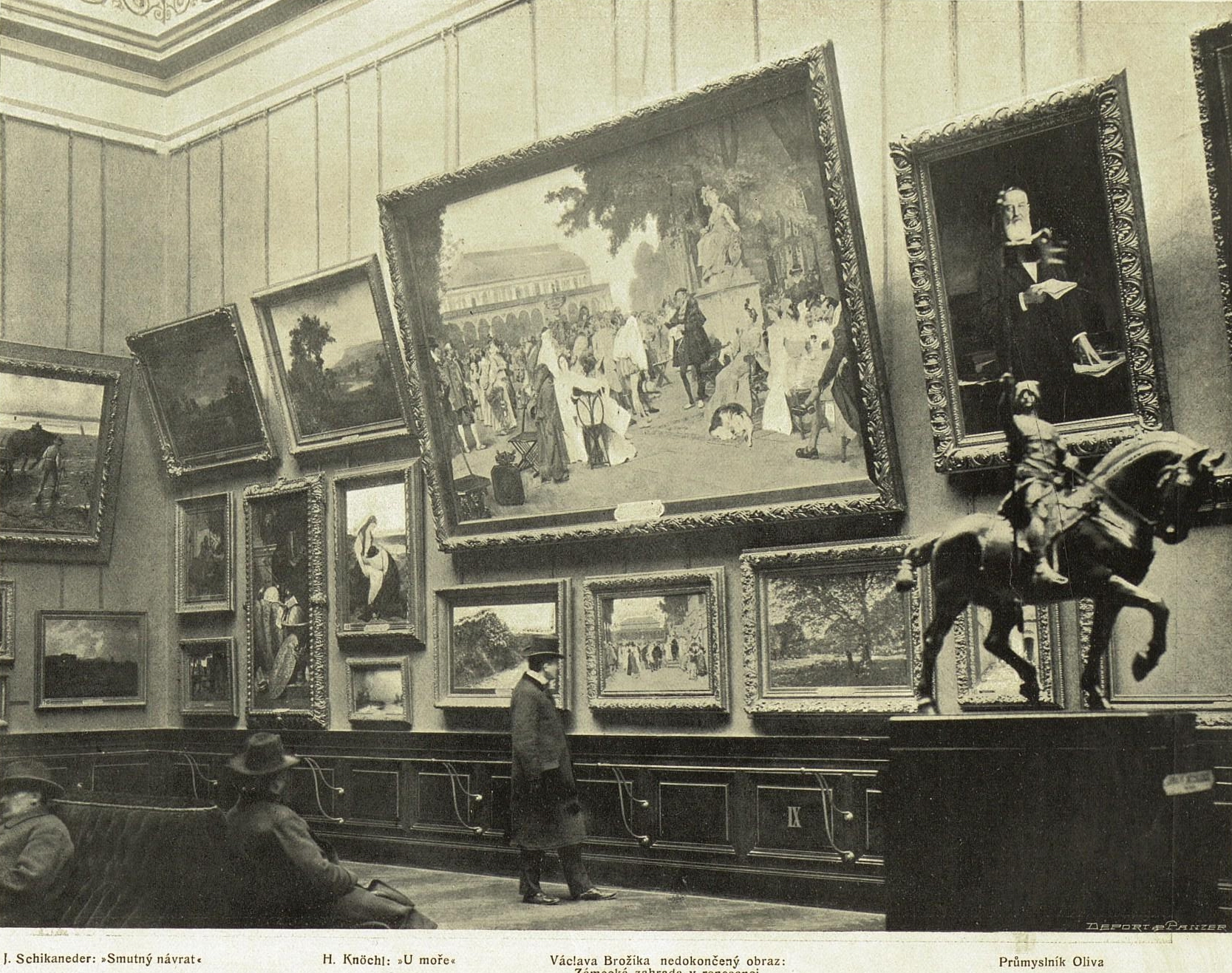
Obrazárna Společnosti v Rudolfinu (Český svět 1905, foto Deport Panzer)

Od roku 1884 byla Obrazárna umístěna v Rudolfinu a stala se tak jedinou veřejnou a bezplatně přístupnou galerií v Praze; od roku 1884 do roku 1890 ji navštívilo přes 200 000 návštěvníků.
V Rudolfinu byla sbírka vystavována i v době 1. republiky. V roce 1928 vznikla potřeba dalších prostor pro parlament Československé republiky, který v Rudolfinu sídlil. Český stát proto pro potřeby Obrazárny v roce 1928 zakoupil budovu v Pštrossově ulici, do které měla být sbírka přemístěna; Společnost ale s tímto postupem nesouhlasila a označila státem navrhovanou budovu za nevyhovující. Stanovisko Společnosti podpořil tisk i dr. Vincenc Kramář. K přesunu Obrazárny do těchto prostor nedošlo.

### Ústřední knihovna hl. m. Prahy
Od počátku třicátých let 20. století byla sbírka Obrazárny přemístěna do galerie Ústřední knihovny hl. m. Prahy. Byla přístupná denně od 9 do 13 hodin (mimo pondělí), vstupné bylo 1 Kč.
Po roce 1947, kdy Šternberský palác na Hradčanech přešel do vlastnictví Národní galerie, se sbírka navrátila do jednoho ze svých předchozích sídel, již jako součást expozic Národní galerie.

## Úpadek Obrazárny a změna stanov
Podle stanov z doby vzniku nemohla Obrazárna vlastnit jednotlivá díla. Z příspěvků členů byl vytvořen fond, ze kterého nakupovala Společnost obrazy a po jejich zakoupení mohli tato díla získat členové v dražbě, která se konala jednou ročně. Po zakoupení byli členové povinni zapůjčit tato díla Obrazárně na dobu deseti let. Současně vyjednávala Společnost dlouhodobé zápůjčky. Tak se podařilo zachránit před rozprodáním díla ze šlechtických sbírek i z bývalé obrazárny Pražského hradu. Protože se stávalo, že členové Společnosti zakoupili díla za menší cenu, než za jakou je získala Společnost, byly od roku 1836 stanoveny upraveny tak, že vlastníkem výtvarných děl mohla být i Společnost.
Po smrti druhého prezidenta Společnosti, hraběte Šternberka (1830), nastal úpadek Obrazárny. Dědicové zakladatelů Obrazárny postupně žádali zpět zapůjčené obrazy a jen navrácením šternberské sbírky se expozice zmenšila na třetinu. Obrazy byly následně prodány v dražbě v Německu. Reakcí na tento stav byla změna stanov Společnosti, která jí od roku 1835 umožnila vlastnictví uměleckých děl a budování sbírkového fondu. Zároveň byl snížen členský příspěvek ze 100 na 40 zlatých, aby se členy Společnosti mohli stát i méně movití členové z řad měšťanstva. Nejštědřejším mecenášem Společnosti vlasteneckých přátel umění byl její člen, arcivévoda František Karel Habsbursko-Lotrinský, který do pokladny věnoval téměř 20 000 zlatých.
Po roce 1836 Společnost získávala do svého majetku výtvarná díla nejen nákupem, ale i dary mecenášů. Z nich mezi nejvýznamnější patřil sběratel a znalec umění MUDr. Josef Hoser, který daroval roku 1844 více než 300 vlámských, holandských, středoevropských obrazů 17. – 18. století, které během svého života nakupoval z vídeňských sbírek a na aukcích v jiných evropských městech. Samostatnou kolekci v jeho sbírce tvořil soubor obrazů rokokového mistra Norberta Grunda. Dr. Josef Hoser vyjádřil naději, že jeho dar se stane základem budoucí Národní galerie. Dalšími dary obohatili sbírkový fond hrabě Bedřich Silva-Tarouca (1856), právník a rektor pražské univerzity Jan Nepomuk Kaňka nebo Vojtěch Lanna mladší, který věnoval Obrazárně svou sbírku grafického umění a založil tak základ nového oddělení grafiky. Roku 1863 zakoupily zemské stavy v Bonnu rozsáhlý soubor grafik Václava Hollara (Hollareum).
Společnost též zakoupila díla českého gotického umění: Votivní deska Jana Očka z Vlašimi a obrazy Třeboňského oltáře. Počet obrazů vlastněných Společností narůstal z 456 v roce 1850 na 1 328 v roce 1931. Opačně se ze stejných důvodů vyvíjel počet obrazů zapůjčených - ze 1 494 v roce 1830 na stav okolo 240 po roce 1860.
Obrazárna i nadále procházela krizí. Byla na relativně odlehlém místě, přístupná pouze jednou týdně a její sbírky byly kvalitativně velmi nevyrovnané. Dalším důvodem bylo probuzené národní cítění v 19. století, které v souladu s obrozeneckým mýtem upřednostňovalo pouze některé české umělce a Společnosti vlasteneckých přátel umění vytýkalo konzervativní německý ráz. Návštěvníci Obrazárnu často považovali za sbírku přilehlého arcibiskupského paláce. Proto bylo rozhodnuto o jejím přemístění. Roku 1871 byl Šternberský palác prodán Heliodoru Heindlovi a sbírky se přestěhovaly nejprve do Portheimského domu ve Spálené ulici a roku 1876 do malostranského Šternberského paláce. Během stěhování si někteří členové vzali svá díla zpět. Krizi vyřešilo až postavení budovy Rudolfina.

## Převzetí Obrazárny do státní správy a postátnění
Dne 9. února 1933 byla Obrazárna převzata do státní správy. Jednání o tomto převzetí trvala pět let.
Tehdejší předseda Společnosti vlasteneckých přátel umění prof. dr. Jan Krčmář zdůvodnil tento akt tím, že dosavadní organizace se přežila. Jak bylo objasněno v proslovech, snížil se v době po převratu roku 1918 počet mecenášů. Sbírky byly uloženy v galerijních prostorách Ústřední knihovny hl. m. Prahy a tehdejší ministr školství vyjádřil přesvědčení, že v dohledné době dojde ke stavbě nové budovy, ve které by sbírka Obrazárny tvořila základ budoucí národní galerie. Sbírka obsahovala soubor české malířské školy 14. a 15. století, soubory holandského a vlámského umění a další umělecká díla až do počátku 19. století.
K 1. lednu 1937 byla sbírka Společnosti postátněna. Počítalo se s tím, že Národní galerie vznikne po výstavbě její budovy, pro kterou se hledalo místo na Kampě (návrh architekta Gočára nebyl schválen), později byl zakoupen pozemek na Letné, poblíž tehdejší Badeniho ulice.
Postátnění se uskutečnilo podle Zákona č. 127/1936 Sb. ze dne 8. května 1936, jímž Československý stát nabývá sbírek Společnosti vlasteneckých přátel umění v Čechách. Současně zákon uvolňoval ze státního rozpočtu ročně 1 000 000 Kč na doplňování sbírek.

## Další vývoj
V době Protektorátu byla instituce přejmenována na Českomoravskou zemskou galerii. Od roku 1942 byla sloučena s Moderní galerií Království českého a roku 1945 došlo k přejmenování na Národní galerii.